# 在マルタ日本国大使館
在マルタ日本国大使館（マルタ語: Ambaxxata tal-Ġappun f'Malta、英語: Embassy of Japan in Malta）は、日本がマルタの主要都市スリーマに設置している大使館である。在スリーマ日本国大使館（マルタ語: Ambaxxata tal-Ġappun f'Tas-Sliema、英語: Embassy of Japan in Sliema）とも。

## 歴史
1964年9月21日、現在のマルタ共和国の前身となるマルタ国がイギリスから独立し、1965年7月15日に日本とマルタの間で外交関係が樹立された。在イタリア日本国大使館の沢木参事官が兼任する形で、ローマ常駐の初代在マルタ臨時代理大使に任命された。
2022年2月1日、ローマ常駐の大江博在イタリア大使兼在マルタ大使がジョフリー・デボノ (Geoffrey Debono) を在マルタ日本国名誉総領事に任命した。
2024年1月1日、在マルタ兼勤駐在官事務所としてスリーマに大使館が開館した。

## 住所
35-37, Tigne Place, Tigne Street, Sliema